# Ixodes simplex
Ixodes simplex es una especie de garrapata del género Ixodes, familia Ixodidae. Fue descrita científicamente por Neumann en 1906.
Habita en Australia, Israel y Portugal.